# Penninghistorik
Penninghistorik är vetenskapen om pengars historia genom tiderna. Om man med pengar menar fysiska mynt och/eller sedlar så har pengar använts åtminstone sedan sjätte och sjunde århundradena före Kristus. Genom historien har dock många olika ting och till och med djur använts som pengar. 

## Före pengarna: Byteshandel och/eller gåvoekonomi?
I sitt verk Politiken reflekterade Aristoteles över pengars natur. Han ansåg att alla objekt har två möjliga användningsområden, det första sitt egentliga syfte för vilket det skapats, och för det andra kan det betraktas som ett sälj- eller bytesobjekt. Antropologen David Graeber har dock i boken Debt: The First 5000 Years ifrågasatt Aristoteles syn på pengar och i synnerhet teorin att pengar skapades för att ersätta byteshandel. Problemet med den teorin, säger han, är bristen på vetenskapligt stöd. Som han ser det uppfanns pengar som bytesenhet då det okvantifierbara kravet "jag är skyldig dig en" omvandlades till det kvantifierbara "jag är skyldig dig en enhet av något". Enligt detta synsätt uppstod pengar först som krediter och fick först senare funktionen av bytesenhet (medium of exchange) och värdelagrare (store of value). Det forskningen indikerar är kort sagt att den allmänna uppfattningen att byteshandel föregick penningekonomin är missvisande. De förmoderna samhällena var snarare gåvoekonomier och det var gåvorna som skapade de reciproka banden som höll ihop samhällena.  och skuld. Byteshandel förekom visserligen, men det var främst vid relationer med främlingar, eller för att minska risken för rån av fiender.
I en gåvoekonomi ger människor varandra värdefulla gåvor, utan någon uttrycklig överenskommelse om omedelbar eller framtida återgällning.

## Uppkomsten av pengar
Såväl säd som boskap har använts som pengar åtminstone sedan 9000 år före Kristus. 

## Banksedlar
Papperspengar introducerades i Kina under 1000-talet (Songdynastin).